# Katrin Blum
Katrin Blum (* 13. August 1977 in Hannover) ist eine deutsche Journalistin.

## Werdegang
Blum wuchs als Tochter deutsch-persischer Eltern auf und studierte Anglistik, Kommunikationswissenschaft und Psychologie in Bamberg, Essen und Düsseldorf. Gefördert durch Stipendien der Süddeutschen Zeitung und der Karl-Gerold-Stiftung absolvierte sie 2006 eine Volantariatsausbildung an der Deutschen Journalistenschule in München.
2011 zählte die Bild am Sonntag Blum zu den „100 Deutschen, denen die Zukunft gehört“. Die Standortinitiative „Deutschland – Land der Ideen“ reihte Blum 2011 in die „100 Frauen von morgen“ ein.
Blum lebt als freie Journalistin und Autorin in Berlin und schreibt vor allem Bücher, Reportagen und Porträts.

## Auszeichnungen
- Für die Reportage „Aus den Augen“ über die Auswirkung einer Schwerstbehinderung aufgrund mehrerer Schlaganfälle auf bestehende Freundschaften:[7]
  - Deutscher Reporterpreis 2019 in der Rubik „Freie Reporterin“[8]
  - 2. Preis des Caritas-Journalistenpreises 2019[9]
  - Karl-Buchrucker-Preis (Themenpreis „Nächstenliebe 4.0“) der Inneren Mission München[10]
  - Manfred-Ströher-Medienpreis 2019[11]
  - Nominierung für den German Paralympic Media Award 2020[12]
  - Nominierung für den Kommunikationspreis der Deutschen Gesellschaft für Palliativmedizin (DGP) und der Deutschen PalliativStiftung (DPS) 2020[13]
- Für die Reportage „Ich will`s wiederhaben“ über die erste Babyklappe in Stuttgart[14]
  - Axel-Springer-Preis für junge Journalisten 2011 in der Kategorie „Lokale/Regionale Beiträge“[15]
  - Nominierung für den Deutschen Reporterpreis 2010[16]
- Für „Was kostet das Leben – oder sind wir vor dem Tod wirklich alle gleich?“
  - Otto-Brenner-Preis 2007[17]
- Für die Reportage „Herz in Eis“ über das „Volksleiden Depressionen“:[18]
  - Dr.-Georg-Schreiber-Medienpreis 2006 (1. Platz für eine Textreihe unter dem Titel „Krisen der Seele“ gemeinsam mit weiteren Schülern der Deutschen Journalistenschule)